# Media Nova
Media Nova ist die erste rein privatwirtschaftlich gegründete angolanische Mediengruppe.
Das Unternehmen wurde im Jahr 2008 in der Hauptstadt Angolas, Luanda, gegründet und hat seinen Sitz im neuen Stadtteil Luanda Sul im Süden der Stadt. Ihr gehören der beliebte Fernsehsender TV Zimbo, seit Dezember 2008 mit einem Vollprogramm auf Sendung, der Radiosender Rádio Mais, die Druckerei Damer sowie eine Vertriebsorganisation. Zudem vertreibt die Mediengruppe verschiedene Zeitungen und Zeitschriften. Dazu gehören die Wochenzeitung O País, die Wirtschafts-Wochenzeitung Semanário Económico sowie die monatlich erscheinende Zeitschrift Exame (Angola), letztere als Lizenzausgabe des brasilianischen Pendants des Editora-Abril-Verlages aus São Paulo.
Im Januar 2012 vereinbarte die Medianova-Mediengruppe mit der portugiesischen Nachrichtenagentur Lusa einen umfassenden Austausch von Inhalten, Dienstleistungen und Ausbildungsprogrammen für Fachkräfte.